# Leo (ärkebiskop)

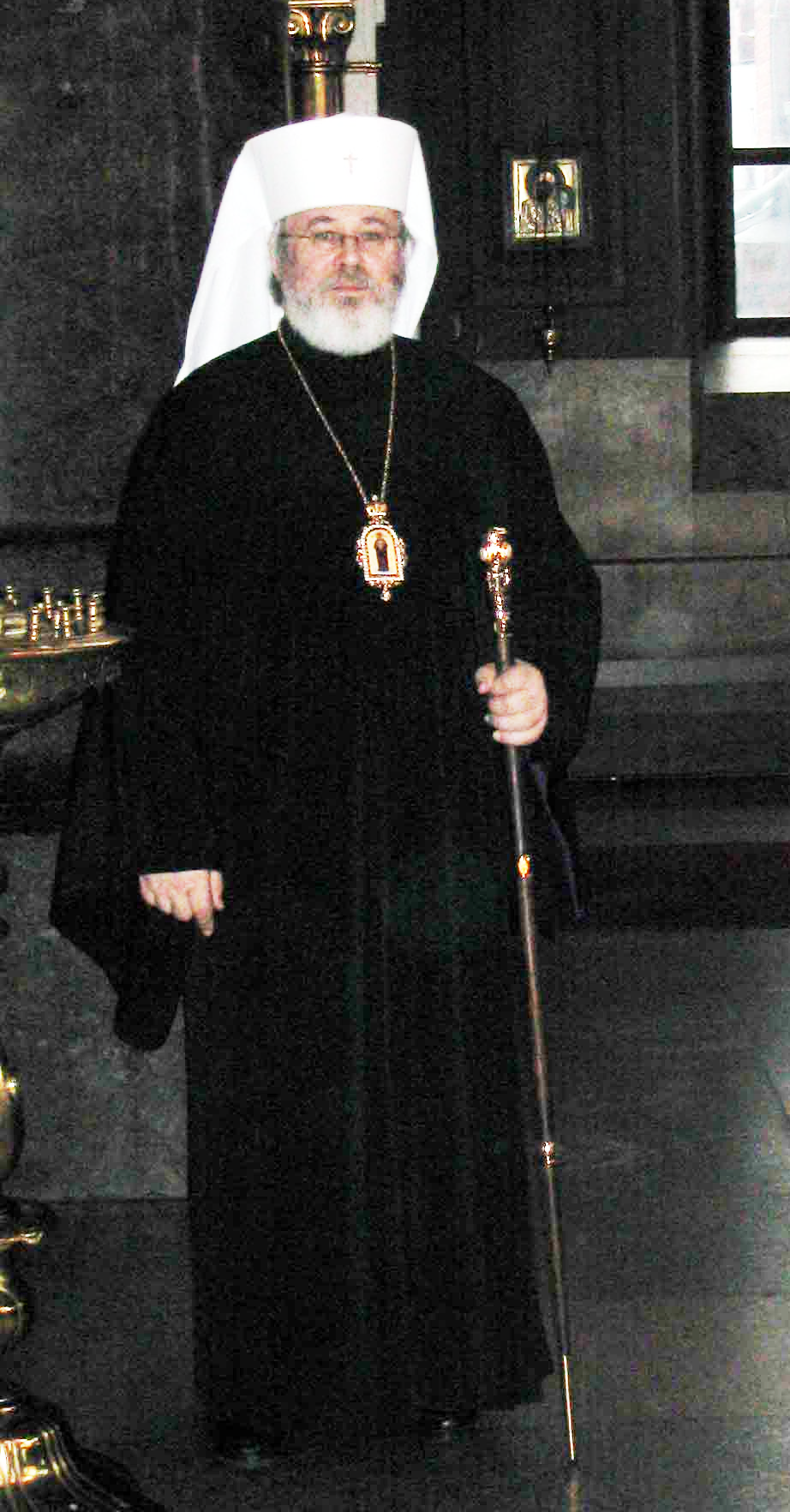
Ärkebiskop Leo i Uspenskijkatedralen på självständighetsdagen 2004.

Leo (civilt namn: Leo Makkonen), född 4 juni 1948 i Pielavesi, är den Finska ortodoxa kyrkans ärkebiskop till 2024. Ärkebiskopens titel var tidigare "ärkebiskop av Karelen och hela Finland" och titeln är från början av 2018 "ärkebiskop av Helsingfors och hela Finland". Leo har varit biskop i Joensuu (1979-80), metropolit i Uleåborg (1980-96) och i Helsingfors (1996–2001).
Leo Makkonen avlade studentexamen vid Pielavesi läroverk 1967 och ortodox prästkandidatexamen i Kuopio på Finska ortodoxa prästseminariet. År 1995 avlade han teologie kandidatexamen och fick teologie magisters grad. Han är jämte ärkebiskop Herman den andre ärkebiskop som tillhört det vita prästerskapet, det vill säga inte är munk; han är änkling och har en dotter.